# Flysjön (Ludvika socken, Dalarna)
Flysjön är en sjö i Ludvika kommun i Dalarna och ingår i Norrströms huvudavrinningsområde.